# Burg Ismantorp

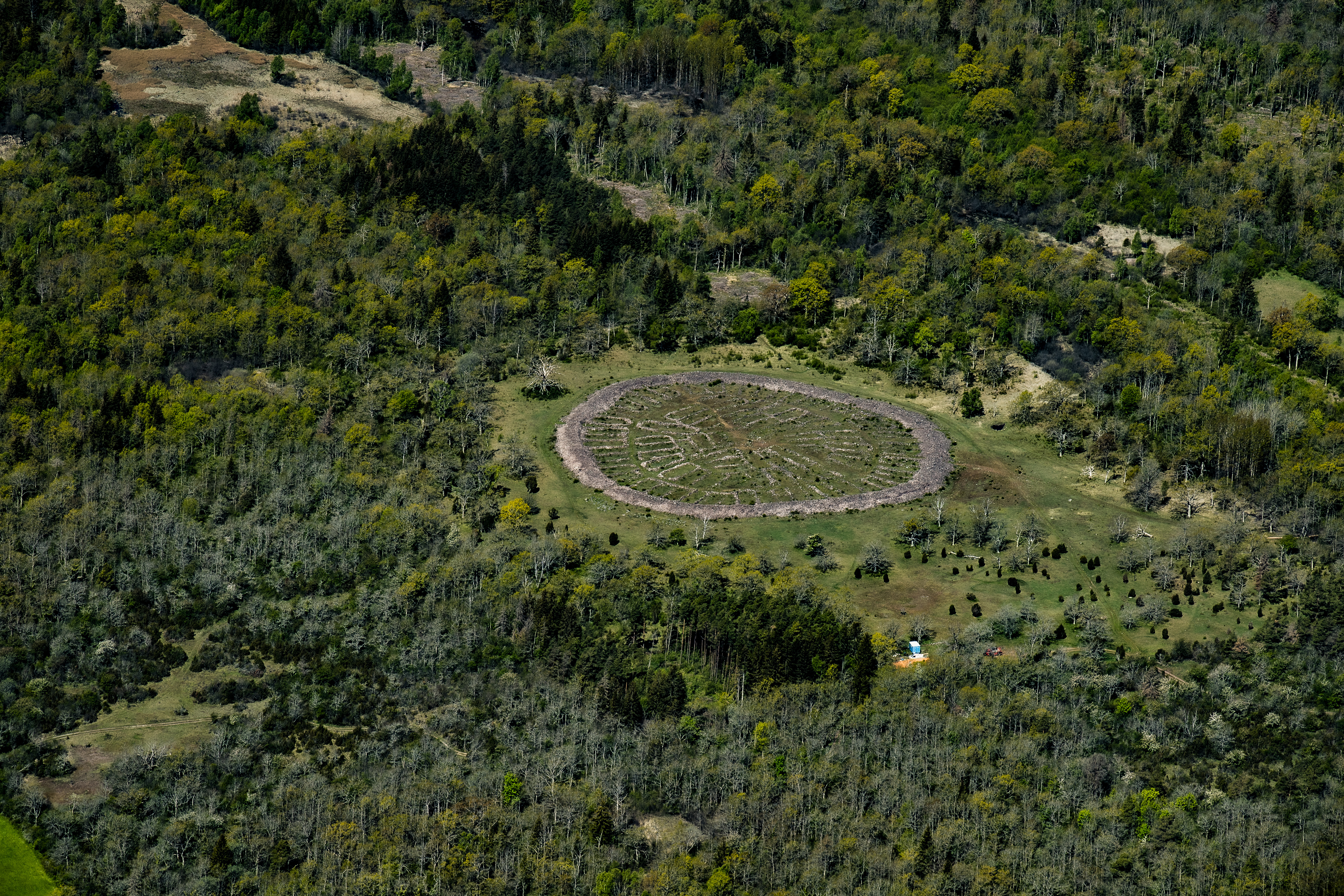
Burg Ismantorp auf Öland

Die Burg Ismantorp (schwedisch Ismantorps borg) ist eine von 16 heute zumeist verfallenen Burgen auf der schwedischen Insel Öland. Sie liegt in der Mitte Ölands, zwischen den Ortschaften Rälla und Långlöt in der Gemeinde Borgholm.
Die erste Erwähnung der Burg fand 1634 statt. Carl von Linné, der 100 Jahre später eine botanische Aufnahme der Insel vornahm, lenkte die Aufmerksamkeit auf die Umwallung. Seine Reisenotizen wurden 1745 unter dem Titel Öländska och Gothländska Resa veröffentlicht. 
Über die Funktion dieser Anlage, von der nur der äußere Steinwall mit 125 m Durchmesser und die Fundamentumrisse der einst 88 Häuser, großenteils im Inneren der Mauer, erhalten blieben, gibt es mehrere Theorien. Zwar lassen die extensiven Befestigungen eine Verteidigungsanlage vermuten, doch ist diese durch ihre neun Tore schwer zu sichern. Daher wird Ismantorp mit slawischen Burgen verglichen, die ähnlich den späteren mittelalterlichen Städten, geschützte Wohnstätte und religiöses Zentrum waren. Auch eine Funktion als Fluchtburg kommt bei dieser Anlage nicht in Betracht. Archäologische Funde aus dem Jahr 2000 lassen auf eine Nutzung zwischen 300 und 500 n. Chr. schließen. 

## Siehe auch

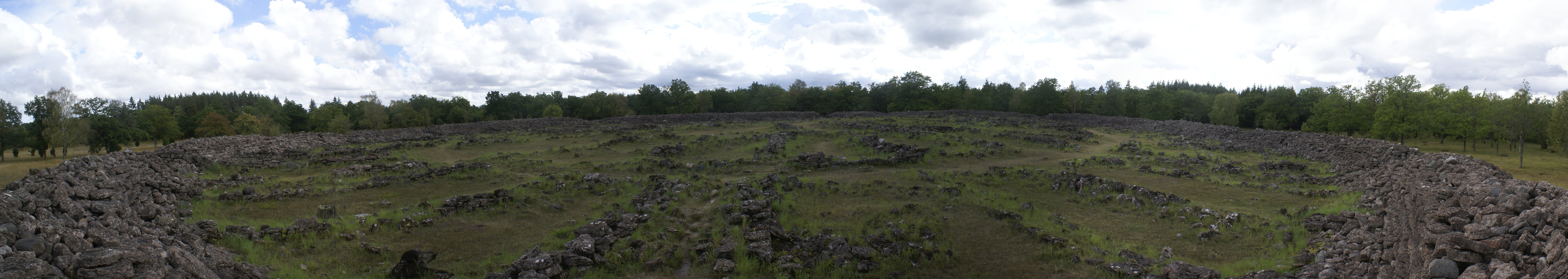
Burg Ismantorp